# Sepiana
Sepiana is een geslacht van rechtvleugeligen uit de familie sabelsprinkhanen (Tettigoniidae). De wetenschappelijke naam van dit geslacht is voor het eerst geldig gepubliceerd in 1941 door Zeuner.

## Soorten
Het geslacht Sepiana  is monotypisch en omvat slechts de volgende soort:
- Sepiana sepium (Yersin, 1854)